# Белая голубка Кордовы
«Белая голубка Кордовы» — роман Дины Рубиной, написанный в 2009 году.

## Сюжет
Главный герой романа — Захар Кордовин, в обычной жизни он уважаемый эксперт и преподаватель. В другой же жизни Захар Кордовин авантюрист, художник и фальсификатор, который мастерски подделывает свои картины под известных художников и продаёт их. Несмотря на большой заработок, у Захара есть проблемы: в юности по его вине убили его лучшего друга, и ему нужно найти убийц и отомстить им. Также однажды Захар из-за нехватки средств продал антиквару старинный семейный кубок с надписями на иврите, читать на котором он тогда не умел.
Захар Кордовин родился на Украине, в Виннице, обучался живописи в Ленинграде, после этого несколько лет работал в Стокгольме, а затем переехал в Иерусалим.